# 森林セラピー基地
森林セラピー基地（しんりんセラピーきち）は、既に定着していた「アロマセラピー」に準じて林野庁長官によって作られた造語で、2005年に林野庁が発表した森林セラピー基地構想に基づき2006年から具体化された「科学的エビデンスに持ち，予防医学的効果を目指す森林浴」が行える場所。
実施のための団体として特定非営利活動法人森林セラピーソサエティが設立され、癒し効果が科学的に評価された「森林浴効果」（＝森林セラピー）があると認定された森林やウォーキングロードを持つ地域のことである。現在57の地域が認定されている。

## 森林セラピー基地一覧

### 北海道エリア
| 地名   | 県名   |
| ------ | ------ |
| 鶴居村 | 北海道 |
| 津別町 | 北海道 |

### 東北エリア
| 地名   | 県名   |
| ------ | ------ |
| 深浦町 | 青森県 |
| 鹿角市 | 秋田県 |
| 岩泉町 | 岩手県 |
| 登米市 | 宮城県 |
| 小国町 | 山形県 |

### 関東エリア
| 地名       | 県名     |
| ---------- | -------- |
| 上野村     | 群馬県   |
| 草津町     | 群馬県   |
| 甘楽町     | 群馬県   |
| 赤城自然園 | 群馬県   |
| 南房総市   | 千葉県   |
| 奥多摩町   | 東京都   |
| 檜原村     | 東京都   |
| 厚木市     | 神奈川県 |
| 山北町     | 神奈川県 |

### 中部エリア
| 地名     | 県名   |
| -------- | ------ |
| 津南町   | 新潟県 |
| 妙高市   | 新潟県 |
| 上松町   | 長野県 |
| 飯山市   | 長野県 |
| 信濃町   | 長野県 |
| 佐久市   | 長野県 |
| 木島平村 | 長野県 |
| 小谷村   | 長野県 |
| 山ノ内町 | 長野県 |
| 南箕輪村 | 長野県 |
| 阿智村   | 長野県 |
| 松川町   | 長野県 |
| 本巣市   | 岐阜県 |
| 山梨市   | 山梨県 |
| 甲府市   | 山梨県 |
| 富山市   | 富山県 |
| 上市町   | 富山県 |
| 津幡町   | 石川県 |
| 河津町   | 静岡県 |

### 近畿エリア
| 地名   | 県名     |
| ------ | -------- |
| 高島市 | 滋賀県   |
| 津市   | 三重県   |
| 吉野町 | 奈良県   |
| 高野町 | 和歌山県 |

### 中国・四国エリア
| 地名       | 県名   |
| ---------- | ------ |
| 智頭町     | 鳥取県 |
| 新庄村     | 岡山県 |
| 飯南町     | 島根県 |
| 安芸太田町 | 広島県 |
| 神石高原町 | 広島県 |
| 山口市     | 山口県 |
| 津野町     | 高知県 |
| 梼原町     | 高知県 |

### 九州・沖縄エリア
| 地名     | 県名     |
| -------- | -------- |
| うきは市 | 福岡県   |
| 八女市   | 福岡県   |
| 篠栗町   | 福岡県   |
| 豊前市   | 福岡県   |
| 大分市   | 大分県   |
| 水上村   | 熊本県   |
| 綾町     | 宮崎県   |
| 日南市   | 宮崎県   |
| 日之影町 | 宮崎県   |
| 霧島市   | 鹿児島県 |
| 国頭村   | 沖縄県   |

## 申請中の地域
| 地名   | 県名   |
| ------ | ------ |
| 岩手町 | 岩手県 |
| 宍粟市 | 兵庫県 |

（2014年4月現在）